# Bni Marghnine
Bni Marghnine (en àrab بني مرغنين, Bnī Marḡnīn; en amazic ⴱⵏⵉ ⵎⴰⵔⵖⵏⵉⵏ, Bni Marghnin) és una comuna rural de la província de Driouch, a la regió de L'Oriental, al Marroc. Segons el cens de 2014 tenia una població total de 6.263 persones.